# Twiningia pulla
Twiningia pulla är en insektsart som beskrevs av Beamer 1942. Twiningia pulla ingår i släktet Twiningia och familjen dvärgstritar. Inga underarter finns listade i Catalogue of Life.